# العصافرة (الإسكندرية)
العصافرة هي منطقة سكنية بحي ثان المنتزة بمدينة الإسكندرية في مصر، يقسمها قطار أبو قير إلى جزئين العصافرة بحري وتتبع لشياخة المندرة بحري، والعصافرة قبلي وتتبع لشياخة المندرة قبلي.

## أهم المعالم
- ستة شواطئ.[3]
- مدينة البعوث الإسلامية.
- شوارع المعهد الدين، ملك حفني، أنور السادات "45"، جمال عبد الناصر، أطلس، وسلمان الفارسي.
- مساجد عبد الحليم محمود، الشهداء، أهالي العصافرة، التعاون، الصفا والمروة، ومسجد الإيمان.
- كنيستي السيدة العذراء، ومارمينا.
- مستشفيات عقبة بن نافع، مبرة العصافرة، الأهرام، والنيل.
- مدارس الشيماء، عزيز أباظة، عبد الحليم محمود، وطارق بن زياد.